# 斯威辛班克山脈
81°42′S 159°0′E / 81.700°S 159.000°E
斯威辛班克山脈（英語：Swithinbank Range）是南極洲的山脈，位於奧次地，從唐納利冰川和埃亨冰川之間延伸至斯塔肖特冰川西面，屬於邱吉爾山脈的一部分，由新西蘭探險隊命名，現時由南極條約體系管理。